# Phlogophora latifascia
Phlogophora latifascia är en fjärilsart som beskrevs av Louis Beethoven Prout 1922. Phlogophora latifascia ingår i släktet Phlogophora och familjen nattflyn. Inga underarter finns listade i Catalogue of Life.